# Kassina somalica
Espèce
Statut de conservation UICN

 LC  : Préoccupation mineure
Kassina somalica est une espèce d'amphibiens de la famille des Hyperoliidae.

## Répartition
Cette espèce se rencontre en Afrique de l'Est, :
- en Érythrée ;
- en Éthiopie ;
- au Kenya ;
- en Somalie ;
- en Tanzanie.

## Étymologie
Son nom d'espèce lui a été donné en référence à son lieu de découverte, la Somalie.

## Publication originale
- Scortecci, 1932 : Nuove specie di anfibi e rettili della Somalia italiana. Atti della Societa Italiana di Scienze Naturali e del Museo Civico di Storia Naturale di Milano, vol. 71, p. 264-269.